# Choreutis flavimaculata
Choreutis flavimaculata là một loài bướm đêm thuộc họ Choreutidae. Loài này có ở Cộng hòa Congo và Tanzania.